# Emanuel Mink
Emanuel Mink (né le 23 avril 1910 à Tomaszów Mazowiecki en Pologne, mort le 29 mars 2008 à Paris 12e) est un combattant juif communiste de la guerre d'Espagne, un résistant et un déporté à Auschwitz.

## Biographie
Emanuel Mink connu aussi sous le pseudonyme de Mundek est né le 23 avril 1910 à Tomaszów Mazowiecki en Pologne. Il émigre en 1935 aux Pays-Bas. Là-bas, il joue au football dans l'équipe du Yask (Yiddisher Arbeter Sport Klub). C'est à ce titre qu'il doit participer aux olympiades populaires de Barcelone en 1936. Mais le putsch du général Franco empêche la tenue des jeux. Emanuel Mink choisit de rester et de se battre aux côtés des républicains espagnols même s'il ne parle pas un mot d'espagnol. Il se bat d'abord avec le bataillon Thälmann composé de nombreux réfugiés juifs polonais en Espagne. Il intègre ensuite le bataillon Dombrowski où il devient sous-officier. Il est blessé à deux reprises avant de prendre, en 1938, le commandement de la compagnie Naftali Botwin, compagnie constituée exclusivement de Juifs polonais, au sein du bataillon Dombrowski (composé de communistes polonais). Blessé, il est remplacé par Albert Szerman. Quand la guerre d'Espagne est perdue pour les Républicains, il fait partie du groupe de volontaires qui accompagnent la fuite des civils vers la France.
Une fois réfugié en France, il est interné dans différents camps : à Gurs, Argelès-sur-Mer, Saint-Cyprien. Il s'évade en 1941 et devient résistant au sein des FTP-MOI. Il est arrêté lors de la rafle du 20 août 1941 et interné à Drancy où les conditions de vie sont épouvantables. Il arrive à faire parvenir à sa femme un compte rendu de ces conditions qui est publié dans le journal yiddish Unzer Vort. Il est déporté dans le premier convoi de Drancy à Auschwitz le 27 mars 1942. À Auschwitz, on lui tatoue le matricule 28413. Il participe activement à la résistance dans le camp, notamment « au plan stratégique » de la révolte du camp, révolte qui n'aura finalement pas lieu. À partir d'octobre 1944, il est déplacé dans différents camps de concentration : au Stutthof puis à Natzweiler-Struthof en Alsace où il est libéré par l'armée française en avril 1945. 
Après guerre, il choisit de retourner vivre en Pologne, alors communiste, mais la violente campagne antisémite qui secoue son pays natal en 1968 le pousse de nouveau à l'exil et le ramène en France avec sa famille. Il meurt le 29 mars 2008 à Paris.
Emanuel Mink est « citoyen d'honneur de l'Espagne démocratique »  et chevalier de l'ordre national du Mérite.

## Documentaire
- Premier convoi, documentaire de Pierre-Oscar Lévy, Jacky Assoun et Suzette Bloch, 1992, 1h42min.